# Deeringothamnus rugelii
Deeringothamnus rugelii (L.B.Rob.) Small – gatunek rośliny z monotypowego rodzaju Deeringothamnus w obrębie rodziny flaszowcowatych (Annonaceae Juss.). Występuje endemicznie w południowo-wschodniej części Stanów Zjednoczonych – na Florydzie. 

## Morfologia
PokrójCzęściowo zimozielony półkrzew. Kora jest gładka i cienka.
LiścieNaprzemianległe, pojedyncze, gładkie, skórzaste. Mają kształt od podłużnego lub odwrotnie jajowatego do lancetowatego. Mierzą 1–7 cm długości. Liść na brzegu jest zawinięty. Blaszka liściowa jest całobrzega o wierzchołku od tępego do ostrego. Ogonek liściowy jest nagi i dorasta do 1–2 mm długości.
KwiatyPromieniste, obupłciowe, pojedyncze. Rozwijają się w kątach pędów. Mają żółtą barwę, rzadziej purpurowe. Wydzielają zapach. Mają 2 lub 3 wyprostowane działki kielicha o kształcie od owalnego do podłużnego, dorastają do 10 mm długości. Płatków jest 6, są uniesione i zakrzywione, mają lancetowato podłużny kształt, mierzą 15 mm długości i 3–4 mm szerokości. Dno kwiatowe jest płaskie. Kwiaty mają 10–25 wolnych pręcików. Zalążnia jest górna składająca się z 1–5 wolnych i nagich słupków o wrzecionowatym kształcie, każdy zawierający 3–8 zalążków.
OwoceJagody, pojedyncze lub zebrane po 2–5 tworząc owoc zbiorowy. Osiągają 3–6 cm długości. Mają żółto zielonkawą barwę i podłużnie cylindryczny kształt. Są mięsiste. Każde zawiera 3–8 owłosionych nasion.

## Biologia i ekologia
Rośnie na sawannach, wśród palem, na piaszczystym i wilgotnym podłożu. Występuje na terenach nizinnych. 

## Zmienność
W obrębie tego gatunku wyróżniono jedną odmianę:
- D. rugelii var. pulchellus (Small) D.B.Ward – liście wzniesione o kształcie od podłużnego do łyżeczkowatego. Mierzą 4–7 cm długości. Nasada liścia jest od klinowej do zaokrąglonej. Liść na brzegu jest zawinięty. Wierzchołek jest od tępego do zaokrąglonego. Ogonek liściowy jest nagi i dorasta do 2–4 mm długości. Kwiaty są pojedyncze, osadzone na krótkich szypułkach. Wydzielają zapach. Mają barwę od białej do różowawej. Mają od 2 do 4 wyprostowanych działek kielicha o owalnie trójkątnym kształcie, dorastają do 5 mm długości. Płatków jest od 6 do 15, są uniesione i zakrzywione, mają kształt od równowąskiego do podłużnego, mierzą 2–3 cm długości i 2 mm szerokości. Owocami są jagody, zebrane po 4–7 tworząc owoc zbiorowy. Rośnie na sawannach, wśród palem, na piaszczystym podłożu. Występuje na terenach nizinnych[8].